# Carmine Appice
Carmine Appice (Staten Island, 15 de dezembro de 1946) é um baterista americano de origem italiana. Entre os mais influentes bateristas da música moderna, é considerado por Rick Van Horn de "baterista moderno" uma norma que formaram a bateria do hard rock e heavy metal, antes mesmo de John Bonham e Ian Paice.

## Discografia

### Vanilla Fudge
- Vanilla Fudge (1967)
- The Beat Goes On (1968)
- Renaissance (1968)
- Near the Beginning (1969)
- Rock & Roll (1970)
- Mystery (1984)

### Cactus
- Cactus (1970)
- One Way ... Or Another (1971)
- Restrictions (1971)
- 'Ot 'N' Sweaty (1972)
- Cactus V (2006)

### Beck, Bogert & Appice
- Beck, Bogert & Appice (1973)
- Live in Japan (1974)

### KGB
- KGB (1976)
- Motion (1976)

### Paul Stanley
- Paul Stanley (1978)

### Carmine Appice
- Carmine Appice (1981)

### King Kobra
- Ready to Strike (1985)
- Thrill of a Lifetime (1986)
- King Kobra III (1988)
- Hollywood Trash (2001)

### Pink Floyd
- "Dogs of War" de A Momentary Lapse of Reason (1987)

### Blue Murder
- Blue Murder (1989)
- Nothin' But Trouble (1993)

### Mothers Army
- Mothers Army (1993)

### Carmine Appice's Guitar Zeus
- Carmine Appice's Guitar Zeus (1995)
- Carmine Appice's Guitar Zeus II (2001)

### Travers & Appice
- It Takes a Lot of Balls (2004)
- Bazooka (2006)

### Appice
- Sinister (2017)